# G@me
 G@me è un film del 2003 diretto da Satoshi Isaka.
La storia è tratta da un romanzo di Keigo Higashino pubblicato l'anno precedente.

## Trama
Il manager pubblicitario Shnsuke si trova al culmine della carriera; ha vinto numerosi premi e conduce una vita che la maggior parte delle altre persone può solamente sognare. Poco dopo inizia una nuova campagna per un prodotto di massa della "Mikako Beer" e lavora sul progetto per quasi due anni, con una stima di quasi tre miliardi di yen investiti.
Ma, nelle sue fasi finali, il progetto cade, bocciato dal vice presidente della compagnia. Dichiarato di colpo incompetente dai colleghi, viene sostituito. Shunsuke, dopo essersi ubriacato, si dirige verso l'abitazione dei padroni della ditta per fare una scenata: trova una ragazza arrampicata sul muro della casa, che si rivela essere la figlia maggiore del vice presidente, da questi avuta durante una relazione extraconiugale.
Shunsuke prova a rapirla e la ragazza, che non va molto d'accordo col padre e stava scappando di casa, non oppone resistenza. Terrorizzato dal timore che i mass media vengano a conoscenza della faccenda, Katsutoshi cerca di correre ai ripari.